# Marshallia obovata
Marshallia obovata là một loài thực vật có hoa trong họ Cúc. Loài này được (Walter) Beadle & F.E.Boynton mô tả khoa học đầu tiên năm 1901.